# 卡德奥
卡德奥（義大利語：Cadeo），是意大利皮亚琴察省的一个市镇。总面积38平方公里，人口6161人，人口密度162.1人/平方公里（2009年）。ISTAT代码为033007。